# Luigi Loir
Aloys François Joseph Loir, noto come Luigi Loir (Gorizia, 22 dicembre 1845 – Parigi, 9 febbraio 1916), è stato un pittore e illustratore francese.

## Biografia
Loir nacque da Tancrède François Loir e Thérèse Leban a Gorizia, presso Palazzo Strassoldo, residenza d'esilio della corte di Maria Teresa Carlotta di Borbone-Francia e Carolina di Borbone-Due Sicilie, presso la quale i genitori erano a servizio, l'uno come cameriere, l'altra come governante. Le fonti differiscono sulla sua data di nascita, indicando talune il 22 gennaio, talaltre il 22 dicembre del 1845. Nel 1847 la corte si spostò nel Ducato di Parma e Piacenza, stabilendosi a Parma. Fin da piccolo Loir mostrò attitudine per l'arte, e i genitori lo inviarono giovanissimo a studiare presso l'Accademia di belle arti di Parma. Nel 1860 la famiglia di Loir lasciò l'Italia allorché i Borboni dovettero abbandonare Parma: mentre i genitori e la sorella si stabilirono a Parigi, Luigi Loir rimase a Parma, dove completò gli studi di pittura all'Accademia.
Nel 1863 anche Luigi raggiunse la famiglia nella capitale francese, anche al fine di assistere il padre ammalato. In quegli anni, Loir si stabilì a Neuilly-sur-Seine. Frequentando Parigi, Loir entrò in contatto con Jean Pastelot, pittore e caricaturista, e divenne suo allievo. Sotto la guida di Pastelot, Loir estese i suoi orizzonti artistici, sperimentando varie forme di figurazione, tra cui l'illustrazione di libri e la decorazione. Nel 1865 esordì al Salon presso il Louvre, con un'opera intitolata Paysage à Villiers-sur-Seine, che gli valse un notevole successo di critica. Dal debutto Loir passò a frequenti esposizioni con quadri raffiguranti vari paesaggi di località francesi tra cui Auteuil, Bercy e Puteaux, ma le sue più celebri opere sono le vedute della città di Parigi, ritratta nelle sue strade e nelle sue situazioni di vita quotidiana. Il giornalista e critico Octave Uzanne ne sottolineò l'abilità nel rappresentare la «Paris des Parisiens» (Parigi dei parigini). Nel 1870 Loir partecipò alle battaglie di Le Bourget durante la guerra franco-prussiana. I suoi quadri ottennero diversi riconoscimenti, tra cui medaglie nel 1879, nel 1886, e nel 1889 presso l'Esposizione universale di Parigi.
Parallelamente alla sua attività pittorica, Loir lavorò come illustratore pubblicitario. Nel 1898 fu inisgnito del titolo di Chevalier (cavaliere) della Legion d'onore. Nel 1900 gli venne commissionata l'esecuzione del poster in occasione dell'Esposizione di Parigi di quell'anno. Insieme a Jules Chéret e Alphonse Mucha, Loir contribuì all'affermazione del poster quale forma d'arte propriamente riconosciuta. Nel 1914 Loir espose per l'ultima volta al Salon: morì a Parigi nel febbraio 1916.
A Neuilly-sur-Seine ebbe come allieva la pittrice Louise Marie Acoquat.
Sue opere sono esposte in numerosi musei, tra cui il Musée des Beaux-Arts di Bordeaux, il Musée Crozatier di Le Puy-en-Velay, il Museo Carnavalet di Parigi, la Národní galerie di Praga, il Museo Puškin di Mosca, l'Art Institute of Chicago e i musei di Auxerre, Nancy, Nantes, New York City, Nizza e Rouen.